# Moviment Demòcrata Català
El Moviment Demòcrata Català (MDC) fou una plataforma civil catalana creada el juny de 2013 per ex-militants d'Unió Democràtica de Catalunya, com ara el batlle de Vic Josep Maria Vila d'Abadal i Jordi Aragonès, per tal d'aglutinar suggeriments i propostes ciutadanes destinades a la consecució de la independència de Catalunya des d'una ideologia socialcristiana, territorial i humanista. La plataforma es constituí com a partit polític el març de 2014, essent-ne el president Josep Anglada, batlle de Vidrà.
El novembre de 2016 el partit i fins a l'estiu del 2018 s'integrà a Demòcrates de Catalunya però mantenint la seva estructura, però el 20 desembre de 2018 l'executiva del MDC va decidir desvincular-se totalment de Demòcrates de Catalunya, i el 20 d'octubre de 2024 es va integrar en Junts per Catalunya.